# Svetoslav Gotsev
Svetoslav Gotsev (en bulgare : Светослав Гоцев), né le 31 août 1990 à Breznik, est un joueur bulgare de volley-ball.
Il mesure 2,05 m et joue central. Il totalise 2 sélections en équipe de Bulgarie.

## Clubs
| Club                | De        | À         |
| ------------------- | --------- | --------- |
| VK Minyor Pernik    | 2011-2012 | 2011-2012 |
| Blu Volley Vérone   | 2012-2013 | 2012-2013 |
| VfB Friedrichshafen | 2013-2014 | 2013-2014 |
| Volley Milan        | 2014-2015 | 2014-2015 |
| Shahrdari Tabriz VC | 2015-2016 | 2015-2016 |
| Argos Sora          | 2016-2017 | 2016-2017 |
| Tours VB            | 2017-2018 | 2017-2018 |
| Dinamo LO           | 2018-2019 | 2018-2019 |
| Oural Oufa          | 2019-2020 | 2019-2020 |
| Paris Volley        | 2020-2021 | 2020-2021 |
| Levski Sofia        | 2021-2022 | ...       |

## Palmarès

### En sélection nationale
- Jeux européens
  -  : 2015.
- Mémorial Hubert Wagner (1)
  -  : 2016.
  -  : 2010.
  -  : 2014.

### En club
- Championnat d'Allemagne
  - Finaliste : 2014.
- Coupe d'Allemagne (1)
  - Vainqueur : 2014.
- Championnat de Bulgarie
  - Finaliste : 2012.
- Championnat de France (1)
  - Vainqueur : 2018.

### Distinctions individuelles
- 2012 : Championnat de Bulgarie — Meilleur central
- 2016 : Ligue européenne — Meilleur central
- 2018 : Ligue des nations — Meilleur contreur